# Los Gringos Locos
I Los Gringos Locos  erano una stable di lucha libre nella Asistencia Asesoría y Administración. La stable era in origine un tag team formato da Eddie Guerrero ed Art Barr.
I Los Gringos Locos erano la versione americana dei wrestling della World Championship Wrestling. Poiché Barr era statunitense e Guerrero messicano-statunitense, i due riuscirono ad attirare l'heat dalle folle messicane mettendo l'accento sul loro essere statunitensi. I due indossavano un attire rosso, bianco e blue, ossia i colori della bandiera statunitense.